# Bloodsport
Pour les articles homonymes, voir Bloodsport (homonymie).
Série
Bloodsport 2
(1996)
Pour plus de détails, voir Fiche technique et Distribution.
Bloodsport, tous les coups sont permis (Bloodsport) est un film américain réalisé par Newt Arnold et sorti en 1988. Il met en scène Jean-Claude Van Damme, Donald Gibb, Leah Ayres et Bolo Yeung. Le scénario est partiellement basé sur la biographie contestée de l'expert en arts martiaux Frank Dux.
Sorti dans un premier temps en vidéo, Bloodsport était un succès au box-office. Il est l'un des premiers films de Jean-Claude Van Damme où celui-ci montre ses capacités sportives en arts martiaux. Avec le temps, Bloodsport est devenu un film culte pour les amateurs de films d'arts martiaux.

## Synopsis

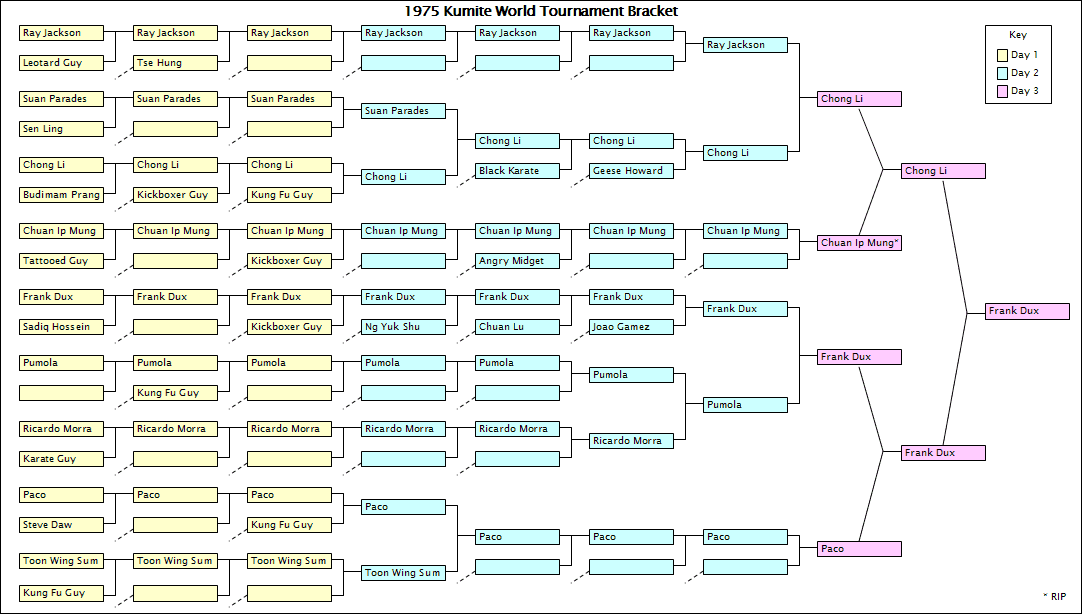
Tableau du Kumite 1975.

En 1975, le capitaine Frank Dux, soldat américain, entraîné dès son plus jeune âge à l'art du Ninjutsu par un maître en art martiaux japonais, Senzo Tanaka, se rend à Hong Kong afin de participer au Kumite, un tournoi clandestin d'arts martiaux mixtes où se réunissent, tous les cinq ans, les meilleurs combattants de la planète et qui peut parfois se terminer par la mort des combattants. Il le fait pour honorer son mentor de lui avoir permis de s'entraîner à la place de son fils, Shingo, décédé.
Durant son enfance, Dux et un groupe d'amis se rendent dans la maison des Tanaka pour voler un katana, mais avant qu'il ne soit appréhendé par Senzo et Shingo, Dux remet le katana à sa place. Impressionné par l’honnêteté de Dux et son manque de peur, Senzo l'entraîne lui et Shingo aux arts martiaux. Après la mort de Shingo, Senzo accepte d'entraîner Dux comme un membre du clan Tanaka. Quand les supérieurs de Dux apprennent son intention de se rendre au Kumite, ils refusent de le laisser partir. Qu'importe, il déserte, dit au revoir à son mentor et se rend à Hong Kong. Deux officiers de la police de l'armée, Helmer et Rawlins, sont chargés de l'arrêter et de le ramener pour désertion.
Après son arrivée à Hong Kong, Dux se lie d'amitié avec Ray Jackson, un lutteur américain et Victor Lin, leur guide qui devient le manager pour Jackson et Dux. Les deux américains ainsi que Chong Li, le champion en titre aussi sournois et cruel que talentueux, gagnent tous leurs combats le premier jour du tournoi. Il y a trois façons de gagner un combat : soit en mettant son adversaire KO, soit en le forçant à dire « Mate ! » (prononcer « Maté ») signifiant ainsi qu'il abandonne, soit en le faisant sortir de l'aire de combat. Dux gagne l'inimitié de Li après avoir battu son record du plus rapide KO. Dux entame une relation amoureuse avec Janice Kent, qui tente d'enquêter sur le Kumite mais qui est horrifiée par sa brutalité. Le deuxième jour du tournoi, Jackson se retrouve contre Li. Bien qu'il semble dominer le début du combat, il fanfaronne au moment où il peut en terminer avec Li, qui reprend le dessus et gagne brutalement le combat en envoyant Jackson à l'hôpital. Dux promet qu'il va venger Jackson. Kent tente de convaincre Dux d'abandonner le tournoi, mais il refuse.
Le dernier jour de la compétition, Dux est coincé par Helmer et Rawlins. Après avoir semé la police locale, il promet aux agents de se rendre une fois que le tournoi sera terminé. Dux arrive en finale du tournoi pour faire face à Li, qui a choqué le public en tuant son adversaire précédent sans aucun remords. Dux domine Li. Ce dernier a alors recours à une poignée de poudre qui aveugle Dux. Il utilise ses autres sens (comme Senzo lui a appris) pour surmonter le handicap et force Li à dire « Mate ». Il devient ainsi le premier vainqueur occidental du Kumite. Il retourne ensuite aux États-Unis avec les agents de police militaire.

## Fiche technique
- Titre : Bloodsport
- Réalisation : Newt Arnold
- Scénario : Christopher Cosby, Mel Friedman, Sheldon Lettich
- Musique : Paul Hertzog
- Décors : David Searl
- Photographie : David Worth
- Montage : Carl Kress
- Producteurs : Mark DiSalle, Yoram Globus, Menahem Golan
- Maisons de production : Golan-Globus
- Distributeur : Cannon Group
- Budget : 1,5 million de $
- Box-Office :
  -  États-Unis : 11,8 millions $
  -  France : 932 189 entrées
- Langue : anglais
- Format : Couleurs - 1,85:1 - Ultra Stéréo - 35 mm
- Genre : Action, biopic
- Durée : 92 minutes
- Dates de sortie en salles :
  - États-Unis : 26 février 1988
  - France : 27 juillet 1988

## Distribution
- Jean-Claude Van Damme (VF : François Leccia) : le capitaine Frank Dux
- Bolo Yeung (VF : Christian Pelissier) : Chong Li
- Forest Whitaker (VF : Pierre Saintons) : Rawlins
- Donald Gibb (VF : Yves Rénier) : Ray Jackson
- Leah Ayres (VF : Virginie Ledieu) : Janice Kent
- Norman Burton (VF : Serge Bourrier) : Helmer
- Roy Chiao (VF : Mostefa Stiti) : Senzo Tanaka
- Lily Leung (VF : Maik Darah) : Mme Tanaka
- Philip Chan (VF : Yves Barsacq) : l'inspecteur Chen
- Pierre Rafini (VF : Brigitte Lecordier) : Frank Dux, adolescent
- Ken Siu : Victor
- Kimo Lai Kwok Ki : Hiro
- John Foster : Gustafson
- Bernard Mariano : Hossein
- Bill Yuen Ping Kuen : Oshima
- Joshua Schroder : Chuck
- Paulo Tocha : Paco
- Michel Qissi : Suan Paredes

## Production

### Tournage
Il existe plusieurs versions de la rencontre entre l'acteur belge et le producteur israélien. La plus connue est celle où Jean-Claude Van Damme croise par hasard le producteur Menahem Golan à la sortie d'un restaurant. Il lui fait alors une démonstration de coup de pied de karaté qui impressionne l'homme d'affaires. Celui-ci lui demande de se présenter le lendemain à son bureau. Menahem Golan sort alors de son tiroir le script de Bloodsport et lui confie le premier rôle. L'auteur Cizia Zykë accusera le producteur de lui avoir volé un scénario et de l'avoir remanié sur une thématique de film de karaté.
Le tournage à Hong Kong s'avère chaotique. Après avoir vu le premier montage, Menahem Golan veut abandonner. Mais Jean-Claude Van Damme, désespéré, propose au producteur de reprendre lui-même le montage du film et la casquette de réalisateur, sans expérience technique mais avec des idées intuitives sur ce qu'il souhaiterait voir à l'écran (notamment le fait de jouer sur les ralentis, ou de doubler les prises de certains coups). Le film sort alors en vidéo, et est un succès tel qu'il sort ensuite au cinéma.
Frank Dux, auteur du roman sur lequel se fonde le scénario, était coordinateur des combats sur le film. D'abord excellente, la relation entre Frank Dux et Jean-Claude Van Damme s'est dégradée jusqu'à aboutir à un procès - Frank Dux reprochait à Jean-Claude Van Damme de ne pas lui avoir versé des droits d'auteurs pour le film Le Grand Tournoi (The Quest), qu'il considérait comme un remake de Bloodsport. Frank Dux a finalement été débouté de sa demande par le tribunal de Los Angeles.
La plupart des répliques de l'acteur Bolo Yeung sont identiques à celles de Bruce Lee dans Opération dragon (1973). Il faut rappeler que Bolo Yeung avait joué dans ce film. Par ailleurs, Yeung ne mesure que 1,68 m. Ainsi, pour paraître plus imposant et plus dangereux, la plupart de ses plans ont été filmés en contre-plongée.
Le jeu vidéo auquel jouent Jean-Claude Van Damme et Donald Gibb s'intitule Karate Champ.

### Bande originale
- Fight to Survive, interprété par Stan Bush
- On My Own - Alone, interprété par Stan Bush
- Steal the Night, interprété par Michael Bishop

## Accueil

### Critique
Bloodsport est sorti directement en vidéo où il a eu un tel succès que les fans ont demandé la sortie en salle. Le film est donc sorti au cinéma et a même été numéro un en France et en Malaisie, propulsant Jean-Claude Van Damme au rang de star des films d'action.
Le film est un succès au box-office : 50 millions de dollars de recettes pour un budget d'environ un million et demi de dollars[réf. nécessaire].

## Distinction
Nomination au prix de la pire révélation de l'année pour Jean-Claude Van Damme, lors des Razzie Awards 1989.

## Impacts dans la culture populaire
- Le jeu vidéo Mortal Kombat contient un personnage nommé Johnny Cage qui est directement inspiré du personnage de Frank Dux dans le film.
- En 8es de finale du tournoi dans le film, Chong Li combat et vainc un certain Geese Howard. Or, un personnage se nomme ainsi dans la série des jeux vidéo Fatal Fury.
- Dans le film Alibi.com, Grégory Van Huffel (alias Philippe Lacheau) essaye de reproduire le coup de pied sauté circulaire de Jean-Claude Van Damme.
- Dans la 4e saison de la série Cobra Kai, c’est le film que les élèves du dojo choisissent d’aller voir au drive-in.